# Phùng Ngọc Hùng
Phùng Ngọc Hùng (1950) là nhà thơ, nhà văn viết cho thiếu nhi; ông từng đảm trách chức vụ Bí thư trung ương Đoàn Thanh niên Cộng sản Hồ Chí Minh, Phó chủ nhiệm Ủy ban Dân số Gia đình & Trẻ em, Thứ trưởng Bộ Lao động - Thương binh và Xã hội Việt Nam.

## Tiểu sử
Phùng Ngọc Hùng: sinh năm 1950, tại thị xã Cửa Lò, tỉnh Nghệ An, là người cùng quê hương của Đô đốc Thượng tướng quân Phùng Phúc Kiều - Người có công khai phá vùng biển Cửa Lò - Nghệ An.
Ông từng đảm trách chức vụ Bí thư Trung ương Đoàn thanh niên Cộng sản Hồ Chí Minh; Phó Chủ nhiệm Ủy ban Dân số Gia đình và Trẻ em Việt Nam. 
Năm 2007, ông được bổ nhiệm vào chức vụ Thứ trưởng Bộ Lao động Thương binh và Xã hội Việt Nam.
Nhưng nhiệm vụ nổi bật của ông vẫn là viết thơ, viết văn cho đối tượng thiếu nhi.
Ngày 1/10/2009, ông được Thủ tướng Nguyễn Tấn Dũng ký quyết định cho nghỉ hưu trước tuổi vì lý do sức khỏe, lúc 59 tuổi.

## Các tác phẩm
- Bé Hương và mèo con (1989)
- May áo cho mèo (1992)
- Khoảng trời thầm (1996)
- Chùa Tiên giếng Tiên (1997)
- Gọi bạn (1999)
- Trẻ em và biển (2001)

## Giới thiệu một bài thơ
Bài thơ này đã được Nhạc sĩ Lê Mây phổ nhạc. 
Trẻ em hôm nay, thế giới ngày mai
Trẻ em hôm nay
Thế giới ngày mai
Đó là vần thơ
Cũng là câu hát

Trẻ em hôm nay, thế giới ngày mai
Xin được nhắc ngàn lần hơn thế
Trái đất chưa im hẳn tiếng bom rơi
Xin điệp khúc triệu lần hơn thế
Bao trẻ em còn đói rách trên đời

Bạn có nghe trẻ em khóc, trẻ em cười
Bạn có nghe trẻ em khóc, trẻ em cười
Trẻ em hôm nay, thế giới ngày mai.